# 纳基托什 (路易斯安那州)
纳基托什（英語：Natchitoches），是美国路易斯安那州下属的一座城市。根据2010年美国人口普查，该市有人口18,323人。建置上，属于“city”。